# Гаплогруппа U4a1 (мтДНК)
Гаплогруппа U4a1 — гаплогруппа митохондриальной ДНК человека. U4a1 возможно, может быть прослежена до неолита в Восточной Европе и на Кавказе. Эти линии мтДНК, вероятно, были вовлечены в позднеледниковую экспансию из восточноевропейских рефугиумов (мест выживания) после LGM (ледниковых периодов), (примерно за 12 000–19 000 лет до настоящего времени) .
Гаплогруппа U4a1 в значительной степени характеризуется восточноевропейским и западносибирским распространением, обнаруживаемым с наибольшей частотой 7–21% в таких популяциях, как марийцы, чуваши и кеты. 4,5% в Волго-Уральском регионе (марийцы, коми-зыряне, коми-пермяки, мордвины, удмурты, чуваши, татары и башкиры); 1% в центральной и восточной Европе (русские, белорусы, украинцы, поляки и словаки); 0,9% в северной Европе (финны, карелы, эстонцы, латыши и литовцы); 0.5% в центральной и западной Европе (британцы, немцы, чехи, австрийцы, швейцарцы, боснийцы, словенцы, итальянцы, французы, испанцы и португальцы).
Интересно, что среди восточных славян (русских и белорусов) выявлен единственный специфический субклад U4a1a1, тогда как у западных славян обнаружены остальные субклады. Оценка времени слияния полных геномов U4a1 составила 14 650 ± 2 400 лет до настоящего времени (YBP). Это значение близко к значениям (около 10 000–14 000 YBP), рассчитанным на основе данных первого гипервариабельного сегмента (HVS1) для центральноевропейского (германоязычного) населения, но не для балтийских финно-угров и поволжских народов (около 20 000–22 000 YBP) (Tambets et al. 2003). По результатам исследований мтДНК калашей из Долины калашей, в их генетическом составе гаплогруппа U4a1 составляет 21,6% — Читрал (округ), Хайбер-Пахтунхва, Пакистан.

## Субклады
- U4a1 T152C! * A12937G возник 14000 лет до настоящего времени, БОП  11100 до настоящего времени
  - U4a1-a C16134T возник  11100 лет до настоящего времени, БОП  8400 до настоящего времени
    - U4a1a T961C возник 8400 лет до настоящего времени, БОП  5800 до настоящего времени
      - U4a1a1 A955AC * A955C возник 5800 лет до настоящего времени, БОП 2600 до настоящего времени
        - U4a1a1a G12618 возник 2600 до настоящего времени, БОП 1200 до настоящего времени
          -             - U4a1a1a1 T8167C возник 1200 до настоящего времени, БОП 200 до настоящего времени

          - U4a1a1b C12588T возник 2600 до настоящего времени, БОП 1350 до настоящего времени
          - U4a1a1c A13986T возник 2600 до настоящего времени, БОП 550 до настоящего времени
          - U4a1a1d C3576T возник 2600 до настоящего времени, БОП 900 до настоящего времени
          - U4a1a1e A4562G возник 2600 до настоящего времени, БОП 900 до настоящего времени
          - U4a1a1f G12308A! возник 2600 до настоящего времени, БОП 550 до настоящего времени
          - U4a1a1g A7439G возник 2600 до настоящего времени, БОП 800 до настоящего времени
          - U4a1a1h C14884T возник 2600 до настоящего времени, БОП 1750 до настоящего времени
          - U4a1a1j A189G возник 2600 до настоящего времени, БОП 1350 до настоящего времени
          - U4a1a2 T5250C * G12630A возник 5800 лет до настоящего времени, БОП 2900 до настоящего времени
            - U4a1a2a A3447G возник 2900 лет до настоящего времени, БОП 1000 до настоящего времени

          - U4a1a3 T6216C * C15544A возник 5800 лет до настоящего времени, БОП 3000 до настоящего времени
            - U4a1a3a T6216C возник 3тлн, БОП 1650 до настоящего времени
              - U4a1a3a1 A15112G возник 1650 лет до настоящего времени, БОП 225 до настоящего времени

          - U4a1a4 A7052G возник 5800 лет до настоящего времени, БОП 900 до настоящего времени
          - U4a1a5 T8258A возник 5800 лет до настоящего времени, БОП 3900 до настоящего времени
          - U4a1a6 G16310A возник 5800 лет до настоящего времени, БОП 2300 до настоящего времени
          - U4a1a7 A479T возник 5800 лет до настоящего времени, БОП 2300 до настоящего времени
          - U4a1a8 A7439G возник 5800 лет до настоящего времени, БОП 2100 до настоящего времени
            - U4a1a8a C16111T возник 2100 лет до настоящего времени, БОП 225 до настоящего времени

          - U4a1a9 T11722C возник 5800 лет до настоящего времени, БОП 3700 до настоящего времени
            - U4a1a9a T16086C возник 3700 лет до настоящего времени, БОП 600 до настоящего времени

      - U4a1-a1 T3548C возник 8400 лет до настоящего времени, БОП 100 до настоящего времени
      - U4a1-a10 C3576T
      - U4a1-a11 A10532G возник 8400 лет до настоящего времени, БОП 6300 до настоящего времени
        - U4a1-a11a C14792G возник 6300 лет до настоящего времени, БОП 5200 до настоящего времени
          - U4a1-a11a1 T5981A возник 1950 лет до настоящего времени, БОП 250 до настоящего времени

      - U4a1-a12 C16286A возник 8400 лет до настоящего времени, БОП 3700 до настоящего времени
      - U4a1-a14 T8167C возник 8400 лет до настоящего времени, БОП 3300 до настоящего времени
        - U4a1-a14a G12618A возник 3300 лет до настоящего времени, БОП 1150 до настоящего времени

      - U4a1-a2 A13773G возник 8400 лет до настоящего времени, БОП 2800 до настоящего времени
        - U4a1-a2a A7025T возник 2800 лет до настоящего времени, БОП 1100 до настоящего времени
        - U4a1-a2a1 A2792G возник 1100 лет до настоящего времени, БОП 225 до настоящего времени

      - U4a1-a3 T15341C возник 8400 лет до настоящего времени, БОП 3400 до настоящего времени
        - U4a1-a3a T5492C возник 3400 лет до настоящего времени, БОП 550 до настоящего времени

      - U4a1-a4 T16311C! возник 8400 лет до настоящего времени, БОП 6300 до настоящего времени
        - U4a1-a4a A7299G возник 6300 лет до настоящего времени, БОП 1850 до настоящего времени
          - U4a1-a4a1 C8275T возник 1850 лет до настоящего времени, БОП 425 до настоящего времени

        - U4a1-a4b C8393T возник 6300 лет до настоящего времени, БОП 2100 до настоящего времени

      - U4a1-a5 T14635C возник 8400 лет до настоящего времени, БОП 4400 до настоящего времени
        - U4a1-a5a T72C возник 4400 лет до настоящего времени, БОП 2600 до настоящего времени
          - U4a1-a5a1 G15773A возник 2600 лет до настоящего времени, БОП 1100 до настоящего времени
          - U4a1-a5a2 A12950G возник 2600 лет до настоящего времени, БОП 350 до настоящего времени

    - U4a1-a6 A13731G возник 8400 лет до настоящего времени, БОП 1450 до настоящего времени
      - U4a1-a7 C9518T возник 8400 лет до настоящего времени, БОП 5700 до настоящего времени
        - U4a1-a7a G8392A возник 5700 лет до настоящего времени, БОП 2500 до настоящего времени
          - U4a1-a7aa T14502C возник 2500 лет до настоящего времени, БОП 300 до настоящего времени

      - U4a1-a8 C15031T возник 8400 лет до настоящего времени, БОП 6000 до настоящего времени
        - U4a1-a8a A13722G возник 6тлн, БОП 4500 до настоящего времени

      - U4a1-a9 G3531T

    - U4a1b A745G * C3204T возник 8400 лет до настоящего времени, БОП 4000 до настоящего времени
      - U4a1b1 C296T возник 4тлн, БОП 2100 до настоящего времени
        - U4a1b1b C16150A возник 2100 лет до настоящего времени, БОП 600 до настоящего времени
        - U4a1b1c T11009C возник 2100 лет до настоящего времени, БОП 1200 до настоящего времени
          - U4a1b1c1 T14971C возник 1200 лет до настоящего времени, БОП 450 до настоящего времени

        - U4a1b1d C14368T возник 2100 лет до настоящего времени, БОП 1350 до настоящего времени
        - U4a1b1d1 G7853A возник 1350 лет до настоящего времени, БОП 1150 до настоящего времени

      - U4a1b2 C16301T возник 4тлн, БОП 2100 до настоящего времени
        - U4a1b2a C7816T возник 2100 лет до настоящего времени, БОП 1050 до настоящего времени

    - U4a1c G8155A * A13158G * T14110C * C16234T возник 8400 лет до настоящего времени, БОП 1350 до настоящего времени
      - U4a1c1 C16221T возник 1350 лет до настоящего времени, БОП 600 до настоящего времени

    - U4a1d C198T возник 8400 лет до настоящего времени, БОП 4800 до настоящего времени
      - U4a1d1 A4206G возник 4800 лет до настоящего времени, БОП 3300 до настоящего времени
        - U4a1d1a C9335A возник 3300 лет до настоящего времени, БОП 1850 до настоящего времени
          - U4a1d1a1 T16154C возник 1850 лет до настоящего времени, БОП 500 до настоящего времени
          - U4a1d1a2 G1438A возник 1850 лет до настоящего времени, БОП 500 до настоящего времени
          - U4a1d1a3 T8022C возник 1850 лет до настоящего времени, БОП 500 до настоящего времени

  - U4a1g T504C возник 11100 лет до настоящего времени, БОП  1800 до настоящего времени

## Палеогенетика

### Мезолит

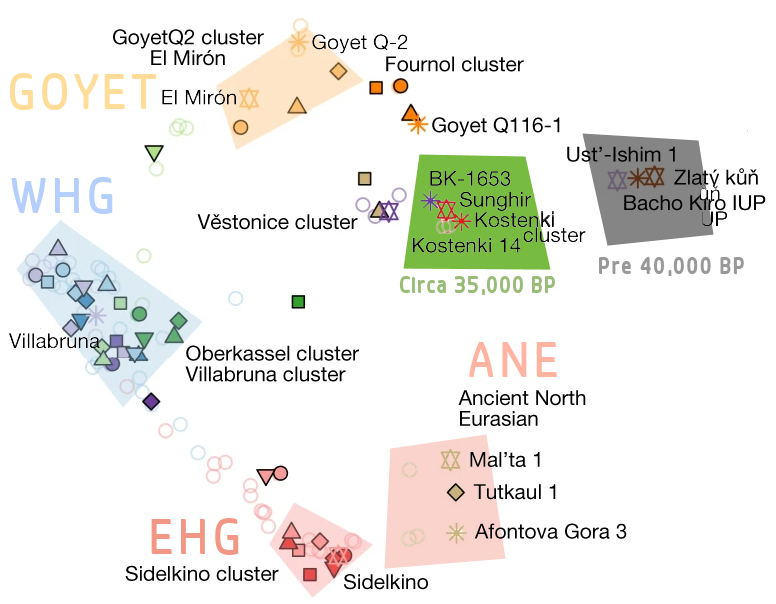
Генетическое положение кластера «Сиделькино»: (Песчаница, Попово, Сиделькино, Минино, Оленеостровcкий, Васильевка I, Караваиха, Мурзихинский II, Языково I) среди других древних евразийских охотников-собирателей.

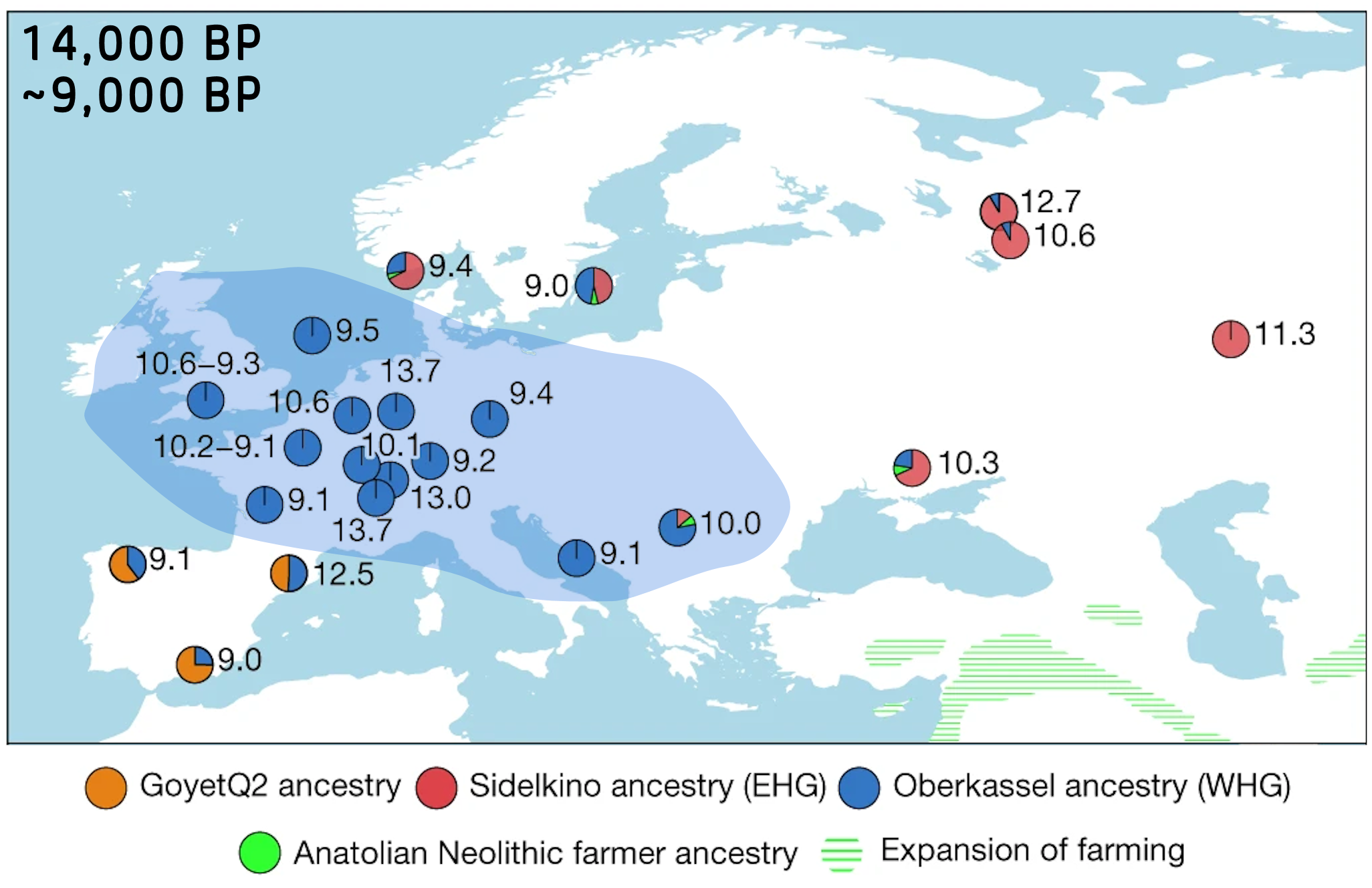
Генетическая родословная охотников-собирателей в Европе между 14 и 9 тыс. лет назад, ареалом западных охотников-собирателей (WHG) выделен синим цветом. Отдельные числа соответствуют датам калиброванных образцов..

Восточноевропейские охотники-собиратели (EHG) — в археогенетике условное название наследственного компонента, происходящего от мезолитических охотников-собирателей Восточной Европы .
Их генетический профиль может быть смоделирован как смесь сибирского палеолитического населения, называемого древними северными евразийцами (ANE), с западноевропейскими охотниками-собирателями (WHG), хотя связь между предковыми компонентами ANE и EHG еще недостаточно изучена из-за отсутствия образцов, которые могли бы преодолеть пространственно-временной разрыв.
В генетическом исследовании Posth 2023 et.al, опубликованном в журнале Nature в марте 2023 года, предковый компонент «восточноевропейские охотники-собиратели» переименован в «родословную Сиделкино». Кластер «Сиделькино» включает могильники Песчаница, Попово, Сиделькино, Минино, Оленеостровcкий, Васильевка I, Караваиха, Языково I. В исследовании авторы обнаружили, что примерно, 15-13 тыс. лет назад западноевропейские охотники-собиратели (WHG) впервые появились в Центральной Европе, что совпадает с периодом Бёллингского потепления. Это повышает вероятность того, что формирование кластера «Сиделькино» могло быть результатом расширения и смешения популяций под влиянием резкого потепления.
Культура Веретье, Бутовская культура
- PES001 (10,785—10,626 лет до н. э.) Песчаница 1 у озера Лача, Архангельская обл., Россия Y-хромосомная гаплогруппа R1a5-YP1301 (под R1a1b~-YP1272))[6]
- MIN11 (8,671 ± 48 лет до н. э.), MIN3 (7472±52 лет до н. э.), MIN8 (6,450 — 5,800 лет до н. э.) у озера Кубенское в деревне Минино, Вологодская область, Россия [7]
- MN2002(ok. 8,595 лет до н. э.) Y-хромосомная гаплогруппа R1a1 M459, MNN005 (ok. 8,563 лет до н. э.), MNN003 (ok. 5,610 лет до н. э.), Y-хромосомная гаплогруппа CT у озера Кубенское в деревне Минино, Вологодская область, Россия[3]

Скандинавские охотники и собиратели
Было обнаружено, что скандинавские охотники-собиратели (SHG) содержат смесь компонентов WHG, которые, вероятно, мигрировали в Скандинавию с юга, и EHG, которые позже мигрировали в Скандинавию с северо-востока вдоль норвежского побережья. Эта гипотеза подтверждается доказательствами того, что у SHG из западной и северной Скандинавии было меньше предков WHG (около 51 %), чем у людей из восточной Скандинавии (около 62 %). Считается, что WHG, проникшие в Скандинавию, принадлежали к аренсбургской культуре..
- SF12 (7,083-6,807 лет до н. э.) могильник Stora Förvar, Stora Karlsö, остров Готланд Швеция[8].
- SBj (7,013-6,629 лет до н. э.), Y- I2 L68, могильник Stora Bjers, Stenkyrka parish, остров Готланд, Швеция[8].

Елшанская культура
- I12838 (I6910) (6449-6264 лет до н. э.), Y-хромосомная гаплогруппа Q-M930 (Q1b1a), Лабазовский курганный могильник, Курган 4, погребение № 3. Оренбургская область, Россия[9].
- I6916 (6387-6234 лет до н. э.), Лабазовский курганный могильник, Курган 4, погребение № 2. Оренбургская область, Россия[9][10].

Погребения № 2 и 3 кургана 4 Лабазовского курганного могильника представляют собой наиболее девние погребальные комплексы на территории степного Волго-Уралья. В антропологическом плане черепа из погребений № 2 и 3 типологически различны. Люди из анализируемых погребений относятся к «древнему сублапоноидному» и «древнему субуральскому» типам.
Две особи несколько разделены: одна (I6916) группируется с Карелией, а другая (I6910) с
Екатериновкой..
Днепро-донецкая культура
В отличие от ямной культуры, в днепро-донецкой культуре не обнаружено потомков кавказских охотников-собирателей (CHG) или ранних европейских земледельцев (EEF).
Mathieson et al. (2018) проанализировали 32 человека из трёх энеолитических кладбищ в Дериевке, Вильнянке и Вовниге, которые Дэвид Энтони (2019a) приписал к днепро-донецкой культуре.
Известный специалист в области первобытной археологии Восточной Европы Д. Я. Телегин считал, что источником культуры был мезолит юга Белоруссии .
- I5892 (5301-4982 лет до н. э.) Y-хромосомная гаплогруппа R-L754 (R1b) и I5875 (5291-5060 лет до н. э.)Y-хромосомная гаплогруппа I-L703* (I2a), Дериевка, Украина[12].
- NEO508 (ок. 5106 лет до н. э.) и NEO498 (ок. 4354 лет до н. э.) Вовниги, Украина[14].

Кундская культура
В исследовании Mittnik et.al 2018 было обнаружено, что представители кундской и нарвской культур более тесно связаны с WHG, в то время как культура ямочно-гребенчатой керамики была более тесно связана с EHG. Было обнаружено, что северные и восточные районы восточной Прибалтики более тесно связаны с EHG, чем южные районы . В исследовании Mathieson et.al 2018 уточняется, что в Звейниеках в Латвии наблюдается, что в эпоху мезолита и раннего неолита лица (Latvia_HG 7300-4800BCE), связанные с кундинской и нарвской культурами, имеют происхождение промежуточный уровень между WHG (~70 %) и EHG (~30 %).
- I4440 (ZVEJ21) U4a1a1d/U4a1-a9 (5,220-5,039 лет до н. э.) Y-хромосомная гаплогруппа I-FTA37476 (I2a) могильник Звейниеки, на севере Латвии, на северном берегу озера Буртниекс в устье реки Руя[12].
- ZV162 (4,470 ± 72 лет до н. э.) и Zv317 (3890 ± 67 лет до н. э.) Звейниеки, Латвия[7].

Культура ямочно-гребенчатой керамики
См. также Культура гребенчатой керамики
В исследовании Mathieson et.al 2018 было обнаружен сдвиг в Звейниеках в Латвии в происхождении между ранним неолитом и людьми связанный с комплексом гребенчатой керамики среднего неолита (Latvia_MN — Middle Neolithic Comb Ware Complex 4200-4000BCE), у которого родословная более связанна с EHG (по нашим оценкам, 65 % EHG, но двое из четырех человек, по-видимому, 100 % EHG). У людей культуры шнуровой керамики в Германии (Corded Ware Germany 2500-2300BCE) обнаружен основной вклад из ямной Самары, а так же относительно небольшой EHG, WHG и анатолийских земледельцев. .
- 2017/01 (3225 лет до н. э.) Y-хромосомная гаплогруппа K-M9 (K), стоянка Riņņukalns на реке Салаца на севере Латвии[16].
- Tamula17 (MG429017) U4a1a1d или U4a1-a10 (4000 лет до н. э.), Тамула, Эстония[15].
- I4627 (ZVEJ26) (4251-3976 лет до н. э.) Y-хромосомная гаплогруппа R-M73* (R1b) R1b1a1a(xR1b1a1a2), I4435 U4a1a1d или U4a1-a10(ZVEJ13)(4146-3960 лет до н. э.) и I4436 U4a1a1d или U4a1-a10 (ZVEJ14)(4260-4050 лет до н. э.) Y-хромосомная гаплогруппа R-FTA35785 (R1b) могильник Звейниеки, на севере Латвии, на северном берегу озера Буртниекс в устье реки Руя[12].
- Koljala1 (MG429015) U4a1-a9 (4230-3810 лет до н. э.) Kõljala, Эстония [15].
- KAR 27 (2463 лет до н. э.), Karsdorf, Германия[17].

### Неолит
Нарвская культура
- Latvia_MN2 (6179-5750 лет до н. э.), Латвия[18][15].
- Konnu0 (5265 лет до н. э. ) Кынну, Эстония[16].
- Konnu1 (5320–5210 лет до н. э. ) Кынну, Эстония[15].
- Kivisaare2 (MG429002) U4a1-a9 (4635 лет до н. э.) и Kivisaare3 (MG429003) U4a1-a9 (4730-4540 лет до н. э.), могильник Kivisaare, южная часть Эстонии в деревне Лалси, примерно в 1,5 км от реки Пылтсамаа и в 6 км от нынешнего берега озера Võrtsjärv3[15].

Каргопольская культура
- NEO556 (ок. 5080 лет до н. э.) Караваевская стоянка, Караваиха, Вологодская область, Россия[14].

Культура ямочной керамики
- GE83 (KOP002) (5200 - 4850 лет до н. э.), остров Эланд, Швеция[19].

Средне-Иртышская культура
- NEO78 (ок. 5003 лет до н. э.)  Y-хромосомная гаплогруппа  Q-YP1669 (Q1a) Омская стоянка, Россия[14].

### Энеолит
Льяловская культура, локальный вариант культуры ямочно-гребенчатой керамики 
- I8410 (5617-5477 лет до н. э.), Y-хромосомная гаплогруппа Q-M930 (Q1b1a) со стоянки Сахтыш IIA, , ( Тейковский район Ивановской области) расположена на низком левом берегу небольшого озеровидного расширения старого русла р. Койки, примерно в 2 км к югу от ее истока из древнего озера Сахтыш, Волго-окское междуречье, Россия[20].
- NEO185 (ок. 5078 лет до н. э.), Y-хромосомная гаплогруппа Q-YP761 / Q-L805 со стоянки Сахтыш IIA, ( Тейковский район Ивановской области),Россия[14].
- I8407, I8439 (5500-3600 лет до н. э.) со стоянок Сахтыш I и Сахтыш IIA, ( Тейковский район Ивановской области),Россия[20].

Усть-камский культурный тип
- MUR002 (ок. 4628 лет до н. э.) могильник Мурзихинский II, Алексеевский район (Татарстан), Россия[3].
- I8744 (4700-4200 лет до н. э.), Y-хромосомная гаплогруппа Q-F1096/Q1a, I11842 (4538–4365 лет до н. э.) могильник Мурзихинский II, Алексеевский район (Татарстан), Россия[20][10].

Ранний энеолит лесостепного Поволжья
- I6060/Grave 19 (5461-5221 лет до н. э.), I6101/Grave 53 (5312-5212 лет до н. э.), I20114/Grave 94 (5500 - 5000 лет до н. э.), Y-хромосомная гаплогруппа P1/P-P337, I8286/B.70 (5459 - 5219 лет до н. э.), Y-хромосомная гаплогруппа Q1b/Q-M930, могильник Екатериновский мыс, расположен на восточной окраине с. Екатериновка, на мысу, образованном в месте слияния р. Безенчук с Саратовским Водохранилищем, Самарская область, Россия[10][21].

Хвалынская культура
- I6408 (5209-5006 лет до н. э.), Y-хромосомная гаплогруппа R1b/R-L754, 37 Хвалынск 2, захоронение 35 Саратовская область, Россия[10].
- I11837 (4550-4300 лет до н. э.), Y-хромосомная гаплогруппа R1b/R-L754, U4a1c, Хвалынск 1, захоронение 40 Саратовская область, Россия[10].

Поздний энеолит лесостепного Поволжья
- I8447 (ок. 3870 до н. э.), I8446 (3946-3711 лет до н. э.), Y-хромосомная гаплогруппа R-YP4141 (R1a), грунтовый могильник Максимовка, Среднее Поволжье, Россия[20].

Материалы некоторых погребений близки Мурзихинскому II могильнику . Эти могилы, возможно, указывают на перемещение населения типа Мурзиха на юг в долину Самары в начале IV в. тысячелетия до н.э. Популяция ямной культуры заменила эту богатую EHG популяцию в Самарской долине.
Культура Триполье-Кукутень
- Gordinești (3500—3100 лет до н. э.), Gordinești, Молдавия[23].

Ботайская культура
- гаплогруппы U4a1, R1b1 и U2e3 наблюдались в ботайской культуре северного Казахстана[24].

Афанасьевская культура
- I20559 (3089-2917лет до н. э.) Афанасьева-Гора (Батени), Боградский район, село Первомайское, Республика Хакасия, Россия[24][10].

Эпоха среднего неолита Скандиавии
- NEO946(NM 271/45, AS 30/45, Reol: 33:12)(ок. 1,195 лет до н. э.) U4a1a , Y-хромосомная гаплогруппа Q-F1213 (Q1b1), Hove Å, Зеландия, Дания[25].

### Бронзовый век
В U4a1* были обнаружены три дополнительные подветви 5320-6519 лет назад, охватывающие в основном 
- индоевропейские популяции в Центральной Азии и северной Индии/Пакистане,
- кетскую популяцию в Южной Сибири у реки Енисей и
- древние западные/центральные степи и андроновские популяции [26][27][28].

В эпоху неолита и раннего энеолита, вероятно, в 4-м тысячелетии до н. э. EHG в Причерноморско-Каспийской степи смешались с кавказскими охотниками-собирателями (CHG), в результате чего население, почти наполовину EHG и наполовину CHG, сформировало генетический кластер, известный как западные степные скотоводы (WSH).
Ямная культура, Ранний бронзовый век Волго-Донского междуречья
- I33307/EL064 (3705-3533лет до н. э.), Y-хромосомная гаплогруппа R-Z2106 R1b1a1b1b3, канал Волга-Чограй, 53, Республика Калмыкия, Яшкульский район,Россия[10].
- I10567 (3705-3533лет до н. э.) U4a1e, Y-хромосомная гаплогруппа R-KMS67 R1b1a1b1b3,  могильник Балкин, Республика Калмыкия, Малодербетовский район, Россия[10].

Ямная культура, Ранний бронзовый век Нижнего подонья
- I12686 (3364-3103 лет до н. э.), Y-хромосомная гаплогруппа I-L699 I2a1b1a2a2a, курганная группа "Кривянский IX", 4/21А, I8951 (2868-2584 лет до н. э.), Y-хромосомная гаплогруппа I-L699 I2a1b1a2a2a, Курганная группа "Кривянский IX", 1/18, Ростовская область, Россия[10].
- I24093 (3016-2897лет до н. э.) U4a1e, Y-хромосомная гаплогруппа R1b/R L-754, Мокрочалтырский могильник-1, Ростовская область, Мясниковский район, Россия[10].

Ямная культура, Ранний бронзовый век Волго-Уральских степей
- I11831 (3074-2904 лет до н. э.) U4a1e, Y-хромосомная гаплогруппа R1b1a1b1b3/R-KMS67, Боголюбовский курганный могильник, Оренбургская область, Россия[10].

Фатьяновская культура
- IVA001 (2864–2496 лет до н. э.) U4a1b могильник Ивановогорский, на берегу реки Рузы, Московская область, Россия[6].
- F-18 (), Y-хромосомная гаплогруппа R-Z93 (R1a) могильник Волосово-Даниловский, п.19, у дер. Волосово, Ярославская область[30].

Ямная культура
- I0231 (SVP3) U4a1a или U4a1d (ок. 2310 год до н. э.) Y-хромосомная гаплогруппа R-Y20993 (R1b1a1b1b3 / R-KMS75), могильник Екатериновка, Самарская область, Россия[31][32].

Катакомбная культура
- I29573 (2400-2300 лет до н. э.), могильник Песчаный-5, река Западный Маныч, Ростовская область, Ремонтненский район, Россия[10].

Культура колоколовидных кубков
- I2567 (2275-1884 лет до н. э.) / GENSCOT14', 'Burial 5', 'Cist U4a1a, Y-хромосомная гаплогруппа R-L21 (R1b) Dryburn Bridge, East Lothian, Шотландия, NA, Великобритания [33].

Чемурчекская культура
- C1703у (TGB M2-2) (ок. 2250 лет до н. э.) могильник Tuoganbai  в округе Алтай Синьцзян-Уйгурского автономного района, недалеко от деревни Кабухатале, поселок Саертаму, уезда Каба, северный Синьцзян, Китай[34].

Ранний бронзовый век Германии
- OBKR 117 (MF498662)(1953-1894 лет до н. э.) U4a1b, Y-хромосомная гаплогруппа I-M170, долина реки Лех, Königsbrunn, Obere Kreuzstraße, Германия [35].
- AITI_87 (ок.1742 лет до н. э.) U4a1a, и AITI_119 (ок. 1797 лет до н. э.), AITI_86 (ок. 1803 лет до н. э.), AITI_120 (ок. 1712 лет до н. э.)  все три U4a1a, Y-хромосомная гаплогруппа R-L2 (R1b) долина реки Лех, Kleinaitingen – Gewerbegebiet Nord, Бавария, Германия [36].
- MX257 (1879-1696 до н. э.) U4a1a Y-хромосомная гаплогруппа R-L2 (R1b) R1b1a1b1a1a2b1 Singen, Германия [37].

Андроновская культура, Степной средний-поздний бронзовый век

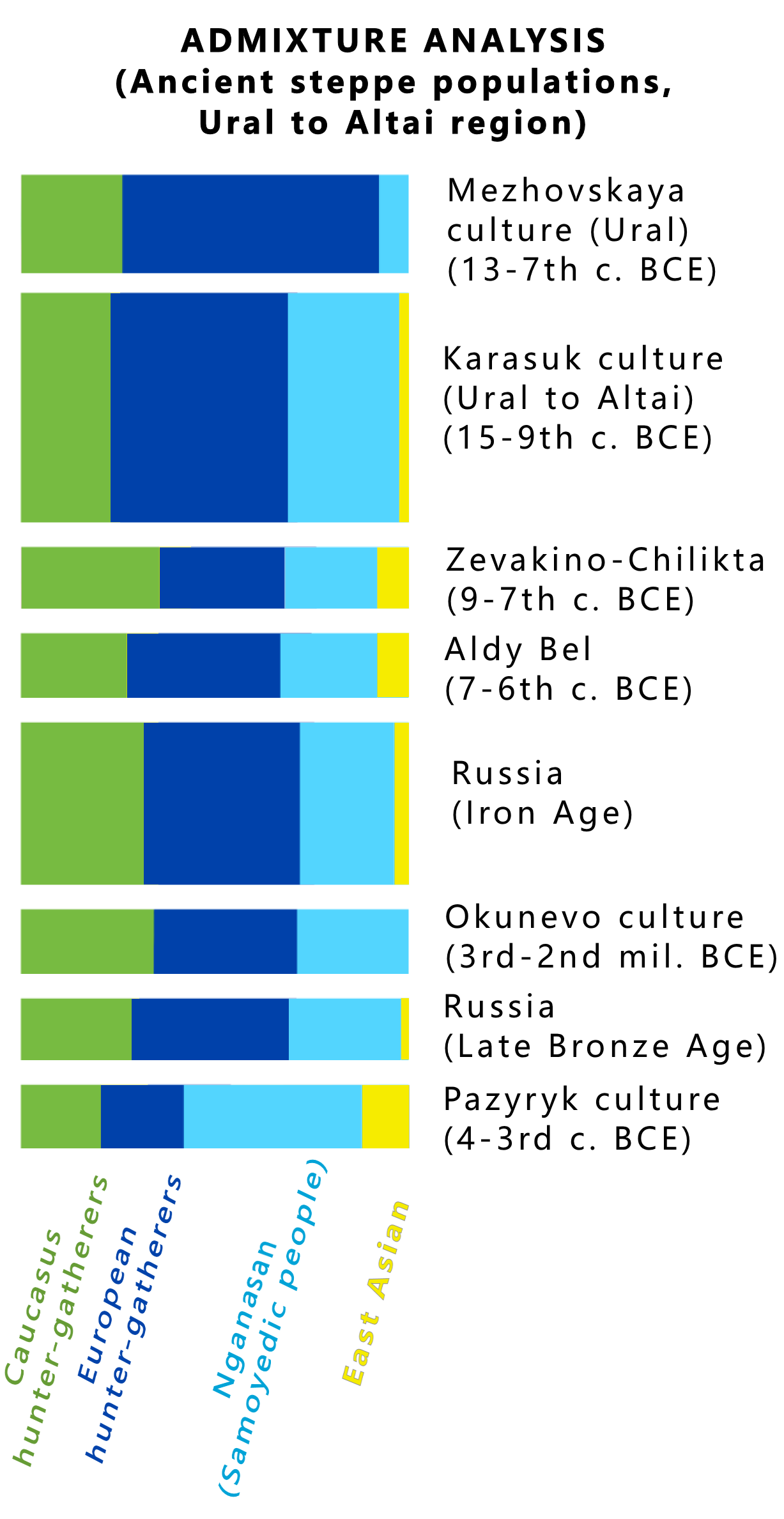
Упрощенная схема результатов анализа ADMIXTURE для древних степных популяций кочевников Евразийской степи (от Урала до Алтая), в том числе представителей Карасукской культуры. Голубым отмечен нганасанский компонент (самодийцы), синиим - европейские охотники-собиратели, желтый - восточно-азиатский компонент, зеленым - кавказские охотники-собиратели. (см. полную версию результатов количество предковых популяций К варьируется от 2 до 15).

- I3394 U4a1-a5 (1900-1400 год до н. э.) Y-хромосомная гаплогруппа R-S23592* (R1a), Орак, у Кр. Горы, к. 38, погр. 2, Красноярский край, Россия[31].
- I3861 (1872-1684год до н. э.), Ой-Джайляу III, Урочище Ой-Джайляу, Кордайский район Жамбылской области, в Чуилийских горах, Казахстан[31].
- RISE505 (6652-42) U4a1b (1746-1626год до н. э.), Кытманово, Алтайский край, Россия[26].
- I4567 (1743-1631год до н. э.),  Y-хромосомная гаплогруппа R-Z93 (R1a), Курганная группа Кайран, к юго-востоку от села Юльевка (Костанайская область), Казахстан[31].
- I6707 (1596-1439год до н. э.), Алаколь-Атасу, Федоро-Нурская культуры XVI-XII веков до н.э., Карагандинская область, Урочище Былкылдак, Казахстан[31].
- I10140 (1400-1200год до н. э.) Актогай Y-хромосомная гаплогруппа R-Z93 (R1a), Казахстан[31].
- I11537 (1500-1100год до н. э.), Y-хромосомная гаплогруппа R-Z93 (R1a), курган 2, городище Чанчар (или Шаншар) запад Казахстана, Актюбинская область[31].

Гаплогруппа U4a1 имела высокую частоту в андроновской популяции (19%) .
- XBD-M29 (1550-1350год до н. э.), могильник Сябанди (XBD) расположен в западном районе Синьцзяна, примыкающем к восточной окраине плато Памир, Китай[24]

Восточноевропейские охотники-собиратели, ранний век металла. 
- BOO001 U4a1e (ок.1790 лет до н. э.), BOO49-3 (ок. 1500 лет до н. э.) и BOO57-1 (ок. 1500 лет до н. э.), Большой Олений Остров на Кольском полуострове. Этот участок находится в пределах территории, в настоящее время заселенной саамами,Россия[39][40].

Средний-поздний бронзовый век Леванта
- I6460 (1550-1150год до н. э.), Y-хромосомная гаплогруппа J-YSC0000076 (J1a), The Baq'ah, территория, расположенная в 15 км (9 миль) к северо-западу от Аммана, Иордания. [41]

Бронзовый век Таиланда
- I11950 (ок. 600лет до н. э.), Банчианг,  на северо-востоке Таиланда, в провинции Удонтхани. [42].

### Железный век
Скифо-сибирский мир
- Ze 7 (ок 750 лет до н. э.) Зевакино (Восточно-Казахстанская область), Казахстан Зевакино-чиликтинской фазе (9-7 вв. до н.э.) [43] [38].
- CGG021492 (ок. 367 до н. э.)  племена Саки, могильное поле Аймырлыг, Улуг-Хемский район , Тувинская АССР, вблизи Саянского ущелья Енисея, Россия[44].
- DS85 (середина 4 века до н.э.) Великая Скифия, курган в могильнике "Колбино I" Воронежская обл., Россия[45].

Пазырыкская культура
- Ak-Alakha-5, mound 4, burial 2 (400-300лет до н. э.), плоскогорье Укок, курганы в долине реки Акалаха, Республика Алтай, Россия[46].
- Kaldzhin-6, mound 32, burial 1 (200-100лет до н. э.), плоскогорье Укок, курганы в долине реки Акалаха, Республика Алтай, Россия[46].

Гунно-сарматская эпоха
- KEN002 (Ken-Su #65) U4a1a (540-398 лет до н. э.) Сакский период, могильник Кен-Су, Кыргызстан [47].
- AIG001 (ок. 400лет до н. э.) Y-хромосомная гаплогруппа R-Y24151, Святилище Айгырлы 1, Мангистау, Казахстан [47].
- BIY011.A0101 (ок. 200лет до н. э.) Y-хромосомная гаплогруппа R-M269 (R1b), урочище Горная Бития на реке Ишим #228/27, Омская область, Россия [47].

Саглыбажинская культура
- CHN003 (ок. 300 до н. э.) Y-хромосомная гаплогруппа Q-L53 (Q1a2a), гора Чандмань, Увс, Улаангом, Grave 53, burial 2, Монголия [48].
- I7029 (ок. 275 до н. э.) Y-хромосомная гаплогруппа Q-Y145452 (Q1a2a1c1), гора Чандмань, Увс, Улаангом, Монголия [49].

Хунну
- UGU005 (ок. 39 н. э.) Y-хромосомная гаплогруппа R-Z2124 (R1a), круглая могила, гора Угумур Уул, Селенга, Монголия [48].

Мазунинская культура
- CGG021458 (ок. 279 н. э.) U4a1d Заборьинский могильник, Прикамье, Россия[44].

Неволинская культура
- Bartym5 (SBC13) (5-6th AD) U4a1d - Бартым, Предуралье,Россия [50]

Алды-бельская культура
- ARZ-T25 U4a1a Y-хромосомная гаплогруппа Q-L54 (Q1b), ARZ-T29 U4a1a (700 ± 25 н. э.)  курганы Аржан-1 и Аржан-2 у представителей  скифо-сибиряков, Республика Тыва, Россия [48] [51]

Словения Бронзовый век- Железный век 
- I22937 (729-402лет до н. э.) Кршко, Словения [32].

Доримская Италия
- CSN012 U4a1a7 () Grosseto, Италия [52].
- MG773612 U4a1-a11a (700-300лет до н. э.),Бари, Италия, [53].
- LIAV38 (700-300лет до н. э.), Botromagno, народ Япиги, Италия [53].
- R1021 U4a1a7 (700-600лет до н. э.) Y-хромосомная гаплогруппа R1b/R1b1a1b1a2/R1b-Z2118, народ Латины, Бовилле-Эрника, Лацио, Фрозиноне,Италия [54][55].

Венгерские Авары
- SzéK249.551B (ок. 750 н. э.), Székkutas-Kápolnadűlő, Венгрия[56].

Германский железный век
- CGG106488 (ок. 202 до н. э.) Sondrup Østergaard, Ulstrup sogn, доримская эпоха, Ютландия, Дания[44].
- CGG106713/719 (ок. 101 н. э.) U4a1a ранняя римская эпоха, Simonsborg, Алстед, Зеландия, Дания[44].
- CGG107037 (ок. 550 н. э.) U4a1 Enge, Sømna M, поздняя германская эпоха, Нордлэнд, Норвегия[44].
- CGG107013 (ок. 600 н. э.) U4a1e Engholmen 2, поздняя германская эпоха, Тромс, Норвегия[44].
- CGG017609 (ок. 718 н. э.) U4a1b1 болото, Мён, Борре Энге, Дания[44].

Венгерское завоевание Паннонской равнины
- Lev7.408B (ок. 950 н. э.), Levice-Géňa, Словакия[56].

### Средневековье
Ранний средний век Баварии
- AED_92 U4a1a (480-510 н. э.), Altenerding - Klettham, Бавария, Германия[57].

Ранняя Венгрия 
- ERS9945108 U4a1b1c (10-11th century AD) Y-хромосомная гаплогруппа G-Y11076 Боршод-Абауй-Земплен, Венгрия [58].
- Kisz33.72B U4a1c(10th century AD) Kiszombor, Венгрия [59].
- MHper21 U4a1-a11a (ок. 1050 н. э.), Magyarhomorog-Kónyadomb, Hajdú-Bihar County, Венгрия [59].
- MHper56 U4a1c (10-11th century AD), Magyarhomorog-Kónyadomb, Hajdú-Bihar County, Венгрия[59].
- HMSZper208 U4a1-a13 (10-11th century AD), Homokmégy-Székes, Венгрия[59].
- Karos2/33 (K2per33) U4a1b1c (10th century AD), Karos-Eperjesszög 2, Венгрия[60].
- Karos2/47 (K2per47) U4a1b1c (10th century AD), Karos-Eperjesszög 2, Венгрия[60].

Эпоха викингов
- VK76 (ок. 1072 н. э.), Late Norse, Viking, Западное поселение, Гренландия[61].
- VK270 (9-11 век), Kärda, Швеция[61].
- VK23 U4a1-a13 (9 век) - Ladoga Y-хромосомная гаплогруппа I-M253 (I1) , Россия[61].
- Kvie 1 (kvi001)(800-1050 н. э.), Kvie, Eksta, Готланд, Швеция[62].

Северо-Восточная Иберия 
- I10853 (ок. 1074 н. э.) Y-хромосомная гаплогруппа E-CTS5856 (E1b), Сан-Жульян-де-Рамис, Герона, Каталония, Испания[63].

Средневековая Польша
- Radom14 (ок. 1100 н. э.), Радом, Польша
- PCA0448 (10-12th century AD), Краков, Польша[64].
- PCA0168 U4a1c (990AD - 1154AD) Łęgowo, Pomeranian Voivodeship, Польша[64].

Средневековая Англия, после чумы
- LM34mt (MK059700.1) U4a1b2 (ок. 1470 н. э.), LM16mt  U4a1d (MK059690.1) (ок. 1470 н. э.) римское кладбище St. Mary Spital[англ.], Лондон, Великобритания [65].

## Публикации
2008
- Malyarchuk,; et al. (2008). Mitochondrial DNA Phylogeny in Eastern and Western Slavs. Science. 25 (8): 1651–1658. doi:10.1093/molbev/msn114.{{cite journal}}:  Википедия:Обслуживание CS1 (лишняя пунктуация) (ссылка)

2009
- А.П. Бужилова. (2009). Население эпохи мезолита на севере Европы (проблемы адаптации) (PDF). Электронная библиотека Музея антропологии и этнографии им. Петра Великого (Кунсткамера) РАН.

2010
- Кузьмин А.Г., Из предыстории народов Европы. Дата обращения: 4 декабря 2010. Архивировано 23 февраля 2010 года.

2013
- Brandt; et al. (2013). Ancient DNA Reveals Key Stages in the Formation of Central European Mitochondrial Genetic Diversity. Science. 342: 257–261. doi:10.1126/science.1241844.
- Der Sarkissian C; et al. (2013). Ancient DNA reveals prehistoric gene-flow from siberia in the complex human population history of North East Europe. PLoS Genetics. doi:10.1371/journal.pgen.1003296.{{cite journal}}:  Википедия:Обслуживание CS1 (не помеченный открытым DOI) (ссылка)

2015
- Allentoft; et al. (2015). Population genomics of Bronze Age Eurasia. Nature. 522: 167–172. doi:10.1038/nature14507.
- Haak, Wolfgang; Lazaridis, Iosif; Patterson, Nick; Rohland, Nadin; Mallick, Swapan; Llamas, Bastien; Brandt, Guido; Nordenfelt, Susanne; Harney, Eadaoin; Stewardson, Kristin; Fu, Qiaomei (1 июня 2015). Massive migration from the steppe was a source for Indo-European languages in Europe. Nature. 522 (7555): 207–211. arXiv:1502.02783. Bibcode:2015Natur.522..207H. doi:10.1038/nature14317. ISSN 1476-4687. PMC 5048219. PMID 25731166.
- Malmström, Helena (2015). Ancient mitochondrial DNA from the northern fringe of the Neolithic farming expansion in Europe sheds light on the dispersion process. Proceedings of the Royal Society B. 370 (1660). Royal Society: 20130373. doi:10.1098/rstb.2013.0373. PMC 4275881. PMID 25487325.
- Mathieson, I., Lazaridis, I., Rohland, N.; et al. (2015). Genome-wide patterns of selection in 230 ancient Eurasians. Nature. 528: 499–503. doi:10.1038/nature16152.{{cite journal}}:  Википедия:Обслуживание CS1 (множественные имена: authors list) (ссылка)
- Unterländer; et al. (2015). Populationsgenetik eisenzeitlicher Reiternomaden der Eurasischen Steppe. Johannes Gutenberg-Universität Mainz. doi:10.25358/openscience-1844.
- А.И. Королев, А.Ф. Кочкина, Д.А. Сташенков; et al. (2015). Екатериновский мыс - новый энеолетический могильник в лесостепном поволжье. Известия Самарского научного центра Российской академии наук. 17 (3(2)).{{cite journal}}:  Википедия:Обслуживание CS1 (множественные имена: authors list) (ссылка)

2016
- Buzhilova A.P.; et al. (2016). A reconstruction of the lifestyle of early humans by natural-science methods. Вестник Российской академии наук. 86 (4): 297–304. doi:10.1134/S1019331616040079.
- Csősz, A., Szécsényi-Nagy, A., Csákyová, V.; et al. (2016). Maternal Genetic Ancestry and Legacy of 10th Century AD Hungarians. Nature. doi:10.1038/srep33446.{{cite journal}}:  Википедия:Обслуживание CS1 (множественные имена: authors list) (ссылка)
- Fu, Q., Posth, C., Hajdinjak, M.; et al. (2016). The genetic history of Ice Age Europe. Nature. 534: 200–205. doi:10.1038/nature17993. PMID 27135931.{{cite journal}}:  Википедия:Обслуживание CS1 (множественные имена: authors list) (ссылка)
- Gubina, M.A., Kulikov, I.V., Babenko, V.N.; et al. (2016). The dynamics of the composition of mtDNA haplotypes of the ancient population of the Altai Mountains from the early bronze age (3rd millennium BC) to the iron age (2nd–1st centuries BC). Russian Journal of Genetics[англ.]. 52: 93–106.{{cite journal}}:  Википедия:Обслуживание CS1 (множественные имена: authors list) (ссылка)

2017
- Jones; et al. (2017). The Neolithic Transition in the Baltic Was Not Driven by Admixture with Early European Farmers. Current Biology. 27 (414). doi:10.1016/j.cub.2016.12.060.
- Corina Knipper, Alissa Mittnik, Ken Massy, and Philipp W. Stockhammer; et al. (2017). Female exogamy and gene pool diversification at the transition from the Final Neolithic to the Early Bronze Age in central Europe. Proceedings of the National Academy of Sciences. 114 (38): 10083–10088. doi:10.1073/pnas.1706355114.{{cite journal}}:  Википедия:Обслуживание CS1 (множественные имена: authors list) (ссылка)
- Unterländer, M., Palstra, F., Lazaridis, I.; et al. (2017). Ancestry and demography and descendants of Iron Age nomads of the Eurasian Steppe. Nature Communications. 8. doi:10.1038/ncomms14615.{{cite journal}}:  Википедия:Обслуживание CS1 (множественные имена: authors list) (ссылка)

2018
- Jennifer Klunk; et al. (2018). Genetic causes and consequences of ancient plague pandemics: pathogen evolution and human demographic reverberations. McMaster University.
- Neparáczki E, Maróti Z, Kalmár T, Kocsy K, Maár K; et al. (2018). Mitogenomic data indicate admixture components of Central-Inner Asian and Srubnaya origin in the conquering Hungarians. PLOS One. 13(11): e0208295. doi:10.1371/journal.pone.0205920.{{cite journal}}:  Википедия:Обслуживание CS1 (множественные имена: authors list) (ссылка) Википедия:Обслуживание CS1 (не помеченный открытым DOI) (ссылка)
- Amorim, C.E.G., Vai, S., Posth, C.; et al. (2018). Understanding 6th-century barbarian social organization and migration through paleogenomics. Nature Communications. 9:3547. doi:10.1038/s41467-018-06024-4.{{cite journal}}:  Википедия:Обслуживание CS1 (множественные имена: authors list) (ссылка)
- Damgaard, P.d.B., Marchi, N., Rasmussen, S.; et al. (2018). 137 ancient human genomes from across the Eurasian steppes. Nature. 557: 369–374. doi:10.1038/s41586-018-0094-2.{{cite journal}}:  Википедия:Обслуживание CS1 (множественные имена: authors list) (ссылка)
- Emery; et al. (2018). Ancient Roman mitochondrial genomes and isotopes reveal relationships and geographic origins at the local and pan-Mediterranean scales. Journal of Archaeological Scienc: 200–209. doi:10.1016/j.jasrep.2018.04.036.
- Günther T, Malmström H, Svensson EM, Omrak A, Sanchez-Quinto F, Kilinc GM; et al. (2018). Population genomics of Mesolithic Scandinavia: Investigating early postglacial migration routes and high-latitude adaptation. PLoS Biology. doi:10.1371/journal.pbio.2003703.{{cite journal}}:  Википедия:Обслуживание CS1 (множественные имена: authors list) (ссылка) Википедия:Обслуживание CS1 (не помеченный открытым DOI) (ссылка)
- Lamnidis, T.C., Majander, K., Jeong, C.; et al. (2018). Ancient Fennoscandian genomes reveal origin and spread of Siberian ancestry in Europe. Nature Communications. 9. doi:10.1038/s41467-018-07483-5.{{cite journal}}:  Википедия:Обслуживание CS1 (множественные имена: authors list) (ссылка)
- Mathieson I, Alpaslan-Roodenberg S, Posth C,; et al. (2018). The genomic history of southeastern Europe. Nature. 555 (7695): 197–203. doi:10.1038/nature25778. PMC 6091220. PMID 29466330.{{cite journal}}:  Википедия:Обслуживание CS1 (лишняя пунктуация) (ссылка) Википедия:Обслуживание CS1 (множественные имена: authors list) (ссылка)
- Mittnik, A., Wang, CC., Pfrengle, S.; et al. (2018). The genetic prehistory of the Baltic Sea region. Nature Communications. 9. doi:10.1038/s41467-018-02825-9.{{cite journal}}:  Википедия:Обслуживание CS1 (множественные имена: authors list) (ссылка)
- Olalde, I., Brace, S., Allentoft, M.; et al. (2018). The Beaker phenomenon and the genomic transformation of northwest Europe. Nature. 555: 190–196. doi:10.1038/nature25738.{{cite journal}}:  Википедия:Обслуживание CS1 (множественные имена: authors list) (ссылка)
- Krishna R. Veeramah, Andreas Rott, Melanie Groß, and Joachim Burger; et al. (2018). Population genomic analysis of elongated skulls reveals extensive female-biased immigration in Early Medieval Bavaria. PNAS. 115 (13): 3494–3499. doi:10.1073/pnas.1719880115.{{cite journal}}:  Википедия:Обслуживание CS1 (множественные имена: authors list) (ссылка)

2019
- Kuptsova L.V., Zaretskaya N.E., Morgunova N.L., Hohlov А.А.; et al. (2019). The oldest burials in the Orenburg region (concerning two graves of the burial mound near Labazy village). Moscow University Anthropology Bulletin (Vestnik Moskovskogo Universiteta. Seria XXIII. Antropologia (1/2019): 131–139. doi:10.32521/2074-8132.2019.1.131-139.{{cite journal}}:  Википедия:Обслуживание CS1 (множественные имена: authors list) (ссылка)
- Antonio ML, Gao Z, Moots HM,; et al. (2019). Ancient Rome: A genetic crossroads of Europe and the Mediterranean. Science. 366 (6466): 708–714. doi:10.1126/science.aay6826.{{cite journal}}:  Википедия:Обслуживание CS1 (лишняя пунктуация) (ссылка) Википедия:Обслуживание CS1 (множественные имена: authors list) (ссылка)
- Anthony, David W. Archaeology, Genetics, and Language in the Steppes: A Comment on Bomhard // Journal of Indo-European Studies. — 2019a. — Spring–Summer (vol. 47, № 1–2).
- Mary, L., Zvénigorosky, V., Kovalev, A.; et al. (2019). Genetic kinship and admixture in Iron Age Scytho-Siberians. Human Genetics. 138: 411–423. doi:10.1007/s00439-019-02002-y.{{cite journal}}:  Википедия:Обслуживание CS1 (множественные имена: authors list) (ссылка)
- Narasimhan V., Patterson N., Moorjani P.; et al. (2019). The formation of human populations in South and Central Asia. Science. 365 (6457). doi:10.1126/science.aat7487. PMC 6822619. PMID 31488661.{{cite journal}}:  Википедия:Обслуживание CS1 (множественные имена: authors list) (ссылка)
- Olalde; et al. (2019). The genomic history of the Iberian Peninsula over the past 8000 years. Science. 363 (6432): 1230–1234. doi:10.1126/science.aav4040.

2020
- Agranat-Tamir L, Waldman S, Martin MAS; et al. (2020). The Genomic History of the Bronze Age Southern Levant. Cell. doi:10.1016/j.cell.2020.04.024.{{cite journal}}:  Википедия:Обслуживание CS1 (множественные имена: authors list) (ссылка)
- Blöcher; et al. (2020). Genetic variation related to the adaptation of humans to an agriculturalist lifestyle. Johannes Gutenberg-Universität Mainz. doi:10.25358/openscience-3112.
- Furtwängler, Anja; et al. (2020). Genomes Reveal Social and Genetic Structure of Late Neolithic Switzerland (PDF). Nature Communications. 11 (1): 1915–11. doi:10.1038/s41467-020-15560-x.
- Immel, A., Țerna, S., Simalcsik, A.; et al. (2020). Gene-flow from steppe individuals into Cucuteni-Trypillia associated populations indicates long-standing contacts and gradual admixture. Scientific Reports[англ.]. 10. doi:10.1038/s41598-020-61190-0.{{cite journal}}:  Википедия:Обслуживание CS1 (множественные имена: authors list) (ссылка)
- Jeong; et al. (2020). A Dynamic 6,000-Year Genetic History of Eurasia's Eastern Steppe. Current Biology. 183 (4).
- Margaryan, A., Lawson, D.J., Sikora, M.; et al. (2020). Population genomics of the Viking world. Nature. 585: 390–396. doi:10.1038/s41586-020-2688-8.{{cite journal}}:  Википедия:Обслуживание CS1 (множественные имена: authors list) (ссылка)
- Wang; et al. (2020). The Genomic Formation of Human Populations in East Asia. bioRxiv (2020.03.25.004606). doi:10.1101/2020.03.25.004606.
- Csáky, V., Gerber, D., Szeifert, B.; et al. (2020). Early medieval genetic data from Ural region evaluated in the light of archaeological evidence of ancient Hungarians. Scientific Reports (10:19137). doi:10.1038/s41598-020-75910-z.{{cite journal}}:  Википедия:Обслуживание CS1 (множественные имена: authors list) (ссылка)

2021
- Feldman, Michal; Gnecchi-Ruscone, Guido A.; Lamnidis, Thiseas C.; Posth, Cosimo (2021). Where Asia meets Europe – recent insights from ancient human genomics. Annals of Human Biology. 48 (3): 191–202. doi:10.1080/03014460.2021.1949039. PMID 34459345. S2CID 237348859.
- Guido; et al. (2021). Ancient genomic time transect from the Central Asian Steppe unravels the history of the Scythians. Science Advances. 7 (13). doi:10.1126/sciadv.abe4414.
- Kitti; et al. (2021). A X-XI. századi Kárpát-medencei köznép anyai vonalainak jellemzése archeogenetikai módszerekkel. A Magyarságkutató Intézet évkönyve: 281–309. doi:10.53644/MKIE.2021.281.
- Ning; et al. (2021). Ancient Mitochondrial Genomes Reveal Extensive Genetic Influence of the Steppe Pastoralists in Western Xinjiang. Frontiers in Genetics[англ.]. 12. doi:10.3389/fgene.2021.740167.{{cite journal}}:  Википедия:Обслуживание CS1 (не помеченный открытым DOI) (ссылка)
- Cosimo Posth; et al. (2021). The origin and legacy of the Etruscans through a 2000-year archeogenomic time transect. Science Advances. 7 (eabi7673). doi:10.1126/sciadv.abi7673.
- Gohar Rahman, Muhammad Ilyas, Bilal Ahmad Mian, Muhammad Jameel, Sharafat Ali, Nasir Ali, Suleman Khan Zadran, Ikram Muhammad, Habib Ahmad; et al. (2021). Frequency distribution of mitochondrial DNA haplogroups within the Kalash population of Pakistan. Meta Gene. 28. doi:10.1016/j.mgene.2021.100893.{{cite journal}}:  Википедия:Обслуживание CS1 (множественные имена: authors list) (ссылка)
- Saag; et al. (2021). Genetic ancestry changes in Stone to Bronze Age transition in the East European plain. Science Advances. 7 (4). doi:10.1126/sciadv.abd653.
- Susat; et al. (2021). A 5,000-year-old hunter-gatherer already plagued by Yersinia pestis. Cell Report. 35 (13). doi:10.1016/j.celrep.2021.109278.
- Siddiqi MH; Rakha A; Khan K; Akhtar T.; et al. (2021). Current pool of ultimate collection of mitochondrial DNA from remnants of Kalash. Mitochondrial DNA Part B. 6 (8): 2410–2414. doi:10.1080/23802359.2021.1952119. PMC 8284132. PMID 34345711.
- Sirak; et al. (2021). Human Auditory Ossicles as an Alternative Optimal Source of Ancient DNA. Genome Research. doi:10.1101/gr.260141.119.

2022
- Allentoft; et al. (2022). Population Genomics of Stone Age Eurasia. bioRxiv (022.05.04.490594). doi:10.1101/2022.05.04.490594.
- Kumar; et al. (2022). Bronze and Iron Age population movements underlie Xinjiang population history. Science. 376 (6588): 62–69. doi:10.1126/science.abk15.
- Lazaridis, Iosif; Alpaslan-Roodenberg, Songül; Acar, Ayşe; Açıkkol, Ayşen; Agelarakis, Anagnostis; Aghikyan, Levon; Akyüz, Uğur; Andreeva, Desislava; Andrijašević, Gojko; Antonović, Dragana; Armit, Ian; Atmaca, Alper; Avetisyan, Pavel; Aytek, Ahmet İhsan; Bacvarov, Krum (26 августа 2022). The genetic history of the Southern Arc: A bridge between West Asia and Europe. Science. 377 (6609): eabm4247. doi:10.1126/science.abm4247. ISSN 0036-8075. PMID 36007055. S2CID 251843620.
- Maróti Z, Neparáczki E, Schütz O,; et al. (2022). The genetic origin of Huns, Avars, and conquering Hungarians. Current Biology. 32 (13): 2858-2870.e7. doi:10.1016/j.cub.2022.04.093.{{cite journal}}:  Википедия:Обслуживание CS1 (лишняя пунктуация) (ссылка) Википедия:Обслуживание CS1 (множественные имена: authors list) (ссылка)
- Massy K, Friedrich R, Mittnik A, Stockhammer PW; et al. (2022). Pedigree-based Bayesian modelling of radiocarbon dates. PLOS One. doi:10.1371/journal.pone.0270374.{{cite journal}}:  Википедия:Обслуживание CS1 (множественные имена: authors list) (ссылка) Википедия:Обслуживание CS1 (не помеченный открытым DOI) (ссылка)
- Patterson, N., Isakov, M., Booth, T.; et al. (2022). Large-scale migration into Britain during the Middle to Late Bronze Age. Nature. 601: 588–594. doi:10.1038/s41586-021-04287-4.{{cite journal}}:  Википедия:Обслуживание CS1 (множественные имена: authors list) (ссылка)

2023
- Tian Chen Zeng, Leonid A. Vyazov, Alexander Kim, Pavel Flegontov, Kendra Sirak, Robert Maier, Iosif Lazaridis, Ali Akbari, Michael Frachetti, Alexey A. Tishkin, Natalia E. Ryabogina, Sergey A. Agapov, Danila S. Agapov, Anatoliy N. Alekseev, Gennady G. Boeskorov, Anatoly P. Derevianko, Viktor M. Dyakonov, Dmitry N. Enshin, Alexey V. Fribus, Yaroslav V. Frolov, Sergey P. Grushin, Alexander A. Khokhlov, Kirill Yu Kiryushin, Yurii F. Kiryushin, Egor P. Kitov, Pavel Kosintsev, Igor V. Kovtun, Nikolai P. Makarov, Viktor V. Morozov, Egor N. Nikolaev, Marina P. Rykun, Tatyana M. Savenkova, Marina V. Shchelchkova, Vladimir Shirokov, Svetlana N. Skochina, Olga S. Sherstobitova, Sergey M. Slepchenko, Konstantin N. Solodovnikov, Elena N. Solovyova, Aleksandr D. Stepanov, Aleksei A. Timoshchenko, Aleksandr S. Vdovin, Anton V. Vybornov, Elena V. Balanovska, Stanislav Dryomov, Garrett Hellenthal, Kenneth Kidd, Johannes Krause, Elena Starikovskaya, Rem Sukenik, Tatiana Tatarinova, Mark G. Thomas, Maxat Zhabagin, Kim Callan, Olivia Cheronet, Daniel Fernandes, Denise Keating, Candilio Francesca, Lora Iliev, Aisling Kearns, Kadir Toykan Özdoğan, Matthew Mah, Adam Micco, Megan Michel, Iñigo Olalde, Fatma Zalzala, Swapan Mallick, Nadin Rohland, Ron Pinhasi, Vagheesh Narasimhan, David Reich; et al. (2023). Postglacial genomes from foragers across Northern Eurasia reveal prehistoric mobility associated with the spread of the Uralic and Yeniseian languages. bioRxiv. doi:10.1101/2023.10.01.560332.{{cite journal}}:  Википедия:Обслуживание CS1 (множественные имена: authors list) (ссылка)
- Posth, C., Yu, H., Ghalichi, A.; et al. (2023). Palaeogenomics of Upper Palaeolithic to Neolithic European hunter-gatherers. Nature. 615: 117–126. doi:10.1038/s41586-023-05726-0.{{cite journal}}:  Википедия:Обслуживание CS1 (множественные имена: authors list) (ссылка)
- Engovatova; et al. (2023). Ancient DNA of the Bearers of the Fatyanovo and Abashevo Cultures (Concerning Migrations of the Bronze Age people in the Forest Belt on the Russian Plain). Stratum plus. 2: 207–228. doi:10.55086/sp232207228.
- Rodríguez-Varela, Ricardo; et al. (2023). The genetic history of Scandinavia from the Roman Iron Age to the present. Cell. 186, 1: 32-46.e19. doi:10.1016/j.cell.2022.11.024.
- Stolarek, I., Zenczak, M., Handschuh, L.; et al. (2023). Genetic history of East-Central Europe in the first millennium CE. Genome Biol. 24: 173. doi:110.1186/s13059-023-03013-9. {{cite journal}}: Проверьте значение |doi= (справка)Википедия:Обслуживание CS1 (множественные имена: authors list) (ссылка)
- Королев , А. И., & Шалапинин , А. А.; et al. (2023). Скорченные погребения грунтового могильника Максимовка I эпохи энеолита . Археология Евразийских степей. 1: 314–327. doi:10.24852/2587-6112.2023.1.314.327.{{cite journal}}:  Википедия:Обслуживание CS1 (множественные имена: authors list) (ссылка)

2024
- Iosif Lazaridis, Nick Patterson, David Anthony, Leonid Vyazov, Romain Fournier, Harald Ringbauer, Iñigo Olalde, Alexander A. Khokhlov, Egor P. Kitov, Natalia I. Shishlina, Sorin C. Ailincăi, Danila S. Agapov, Sergey A. Agapov, Elena Batieva, Baitanayev Bauyrzhan, Zsolt Bereczki, Alexandra Buzhilova, Piya Changmai, Andrey A. Chizhevsky, Ion Ciobanu, Mihai Constantinescu, Marietta Csányi, János Dani, Peter K. Dashkovskiy, Sándor Évinger, Anatoly Faifert, Pavel N. Flegontov, Alin Frînculeasa, Mădălina N. Frînculeasa, Tamás Hajdu, Tom Higham, Paweł Jarosz, Pavol Jelínek, Valeri I. Khartanovich, Eduard N. Kirginekov, Viktória Kiss, Alexandera Kitova, Alexeiy V. Kiyashko, Jovan Koledin, Arkady Korolev, Pavel Kosintsev, Gabriella Kulcsár, Pavel Kuznetsov, Rabadan Magomedov, Mamedov Aslan Malikovich, Eszter Melis, Vyacheslav Moiseyev, Erika Molnár, Janet Monge, Octav Negrea, Nadezhda A. Nikolaeva, Mario Novak, Maria Ochir-Goryaeva, György Pálfi, Sergiu Popovici, Marina P. Rykun, Tatyana M. Savenkova, Vladimir P. Semibratov, Nikolai N. Seregin, Alena Šefčáková, Mussayeva Raikhan Serikovna, Irina Shingiray, Vladimir N. Shirokov, Angela Simalcsik, Kendra Sirak, Konstantin N. Solodovnikov, Judit Tárnoki, Alexey A. Tishkin, Viktov Trifonov, Sergey Vasilyev, Ali Akbari, Esther S. Brielle, Kim Callan, Francesca Candilio, Olivia Cheronet, Elizabeth Curtis, Olga Flegontova, Lora Iliev, Aisling Kearns, Denise Keating, Ann Marie Lawson, Matthew Mah, Adam Micco, Megan Michel, Jonas Oppenheimer, Lijun Qiu, J. Noah Workman, Fatma Zalzala, Anna Szécsényi-Nagy, Pier Francesco Palamara, Swapan Mallick, Nadin Rohland, Ron Pinhasi, David Reich; et al. (2024). The Genetic Origin of the Indo-Europeans. bioRxiv. doi:10.1101/2024.04.17.589597.{{cite journal}}:  Википедия:Обслуживание CS1 (множественные имена: authors list) (ссылка)
- Hugh McColl, Guus Kroonen, J. Víctor Moreno-Mayar, Frederik Valeur Seersholm, Gabriele Scorrano, Thomaz Pinotti, Tharsika Vimala, Søren M. Sindbæk, Per Ethelberg, Ralph Fyfe, Marie-José Gaillard, Hanne M. Ellegård Larsen, Morten Fischer Mortensen, Fabrice Demeter, Marie Louise S. Jørkov, Sophie Bergerbrant, Peter de Barros Damgaard, Morten E. Allentoft, Lasse Vinner, Charleen Gaunitz, Abigail Ramsøe, Isin Altinkaya, Rasmus Amund Henriksen, Evan K. Irving-Pease, Serena Sabatini, Anders Fischer, William Barrie, Andrés Ingason, Anders Rosengren, Andrew Vaughn, Jialu Cao, Jacqueline Staring, Jesper Stenderup, Fulya Eylem Yediay, Torbjörn Ahlström, Sofie Laurine Albris, Biyaslan Atabiev, Pernille Bangsgaard, Maria Giovanna Belcastro, Nick Card, Philippe Charlier, Elizaveta Chernykh, Torben Trier Christiansen, Alfredo Coppa, Maura De Coster, Sean Dexter Denham, Sophie Desenne, Jane Downes, Karin Margarita Frei, Olivér Gábor, Johan Zakarias Gårdsvoll, Zanette Tsigaridas Glørstad, Jesper Hansen, Stijn Heeren, Merete Henriksen, Volker Heyd, Mette Høj, Mads Kähler Holst, Rimantas Jankauskas, Henrik Janson, Mads Dengsø Jessen, Jens Winther Johannsen, Torkel Johansen, Ole Thirup Kastholm, Anton Kern, Ruslan Khaskhanov, Katrine Kjær, Vladimir Kolosov, Lisette M. Kootker, Anne Christine Larsen, Thierry Lejars, Mette Løvschal, Niels Lynnerup, Yvonne Magnusson, Kristiina Mannermaa, Vyacheslav Masyakin, Anne Lene Melheim, Inga Merkyte, Vyacheslav Moiseyev, Stig Bergmann Møller, Erika Molnár, Nadja Mortensen, Eileen Murphy, Bjarne Henning Nielsen, Doris Pany-Kucera, Bettina Schulz Paulsson, Marcia S Ponce de León, Håkon Reiersen, Walter Reinhard, Antti Sajantila, Birgitte Skar, Vladimir Slavchev, Václav Smrčka, Lasse Sørensen, Georg Tiefengraber, Otto Christian Uldum, Jorge Vega, Daniele Vitali, Alexey Voloshinov, Sidsel Wåhlin, Holger Wendling, Anna Wessman, Helene Wilhelmson, Karin Wiltschke, João Zilhao, Christoph PE Zollikofer, Thorfinn Sand Korneliussen, Bruno Chaume, Jean-Paul Demoule, Thomas Werge, Line Olsen, Rasmus Nielsen, Lotte Hedeager, Kristian Kristiansen, Martin Sikora, Eske Willerslev; et al. (2024). Steppe Ancestry in western Eurasia and the spread of the Germanic Languages. bioRxiv. doi:10.1101/2024.03.13.584607.{{cite journal}}:  Википедия:Обслуживание CS1 (множественные имена: authors list) (ссылка)

2025
- Tatiana V. Andreeva; et al. (2025). Genetic history of Scythia. Science Advances (11, eads8179). doi:10.1126/sciadv.ads8179.